# 金慧貞
金慧貞（：／ Kim Hye Jeong，1998年1月3日—），韓国女子羽毛球運動員。她分别与朴根惠和崔鐘友赢得2015年亚青賽女雙季軍以及混雙亚軍。

## 青少年賽事
2014年2月，金慧貞參加臺灣臺北市举办的亞洲青年羽毛球錦標賽，在率先进行的团体赛，助韩国国家羽毛球队赢得混团亚军；而与搭档金載煥的混双準決賽以0比2（9-21、19-21）不敌赛会头号种子、中国的黄凯祥/陈清晨。
2015年6月，金慧貞參加泰國曼谷举办的亞洲青年羽毛球錦標賽，在率先进行的团体赛，助韩国国家羽毛球队赢得混团亚军；而与搭档朴根惠的女双準決賽以1比2（21-18、10-21、19-21）不敌中国的杜玥/李茵晖以及连同崔鐘友的混双决赛以0比2（8-21、12-21）不敌赛会头号种子、中国的郑思维/陈清晨，赢得亚青赛混双亚军。
2016年11月，金慧貞参加西班牙毕尔巴鄂举办的世界青年羽毛球錦標賽，与搭档朴炅熏的混双準决赛以0比2（17-21、18-21）不敌赛会7号种子、中国的周昊东/胡羽翔，赢得世青赛混双季军。

## 成人組賽事
2018年5月，金慧貞与新搭档的蔡侑玎出戰澳洲羽毛球公開賽，在女雙準决赛以0比2 （18-21、16-21）不敌赛会2号种子、日本的櫻本絢子/高畑祐紀子，这也是俩人首次合作打进的最佳成绩。同年6月，她与金昭映出战美國羽毛球公開賽，在女双决赛以1比2（21-18、13-21、15-21）不敌中国的汤金华/于小含，赢得超級300賽女双亚军。同年7月，她与金昭映出战秋田羽毛球大師賽，在女双準決賽以0比2（18-21、22-24）不敌赛会2号种子、日本强档的櫻本絢子/高畑祐紀子。同年10月，她与孔熙容出战丹麥羽毛球公開賽，在女双準決賽以0比2（12-21、14-21）不敌赛会5号种子、日本强档的田中志穗/米元小春。
2019年4月，金慧貞与孔熙容出战新加坡羽毛球公開賽，在女双决赛以0比2（17-21、20-22）不敌赛会3种子、世锦赛冠军的松本麻佑/永原和可那，赢得超級500賽女双亚军。

## 主要比賽成績
只列出曾進入準決賽的國際賽事成績：
| 年份   | 賽事                     | 公開賽級別 | 項目     | 搭檔         | 成績   |
| ------ | ------------------------ | ---------- | -------- | ------------ | ------ |
| 2014年 | 亞洲青年羽毛球錦標賽     | 其他       | 混合團體 | －           | 亞軍   |
| 2014年 | 亞洲青年羽毛球錦標賽     | 其他       | 混合雙打 | 金載煥       | 季軍   |
| 2015年 | 亞洲青年羽毛球錦標賽     | 其他       | 混合團體 | －           | 亞軍   |
| 2015年 | 亞洲青年羽毛球錦標賽     | 其他       | 女子雙打 | 朴根惠       | 季軍   |
| 2015年 | 亞洲青年羽毛球錦標賽     | 其他       | 混合雙打 | 崔鐘友       | 亞軍   |
| 2016年 | 世界青年羽毛球錦標賽     | 其他       | 混合雙打 | 朴炅熏       | 季軍   |
| 2018年 | 澳洲羽毛球公開賽         | 超級300賽  | 女子雙打 | 蔡侑玎       | 準決賽 |
| 2018年 | 美國羽毛球公開賽         | 超級300賽  | 女子雙打 | 金昭映       | 亞軍   |
| 2018年 | 秋田羽毛球大師賽         | 超級100賽  | 女子雙打 | 金昭映       | 準決賽 |
| 2018年 | 丹麥羽毛球公開賽         | 超級750賽  | 女子雙打 | 孔熙容       | 準決賽 |
| 2019年 | 新加坡羽毛球公開賽       | 超級500賽  | 女子雙打 | 孔熙容       | 亞軍   |
| 2021年 | 印尼羽毛球大師賽         | 超級750賽  | 女子雙打 | 鄭娜銀       | 亞軍   |
| 2022年 | 全英羽毛球公開賽         | 超級1000賽 | 女子雙打 | 鄭娜銀       | 準決賽 |
| 2022年 | 韓國羽毛球公開賽         | 超級500賽  | 女子雙打 | 鄭娜銀       | 冠軍   |
| 2022年 | 優霸盃                   | 其他       | 女子團體 | －           | 冠軍   |
| 2022年 | 印尼羽毛球大师赛         | 超級500賽  | 女子雙打 | 鄭娜銀       | 準決賽 |
| 2022年 | 馬來西亞羽毛球公開賽     | 超級750賽  | 女子雙打 | 鄭娜銀       | 準決賽 |
| 2022年 | 馬來西亞羽毛球大師賽     | 超級500賽  | 女子雙打 | 鄭娜銀       | 準決賽 |
| 2022年 | 日本羽毛球公開賽         | 超級750賽  | 女子雙打 | 鄭娜銀       | 冠軍   |
| 2022年 | 澳洲羽毛球公開賽         | 超級300賽  | 女子雙打 | 鄭娜銀       | 準決賽 |
| 2022年 | 世界羽聯世界巡迴賽總決賽 | 總決賽     | 女子雙打 | 鄭娜銀       | 準決賽 |
| 2023年 | 印度羽毛球公開賽         | 超級750賽  | 女子雙打 | 鄭娜銀       | 準決賽 |
| 2023年 | 蘇迪曼盃                 | 其他       | 混合團體 | －           | 亞軍   |
| 2023年 | 馬來西亞羽毛球大師賽     | 超級500賽  | 女子雙打 | 鄭娜銀       | 準決賽 |
| 2023年 | 印尼羽毛球公開賽         | 超級1000賽 | 女子雙打 | 鄭娜銀       | 準決賽 |
| 2023年 | 亞洲運動會羽毛球比賽     | 其他       | 女子團体 | －           | 金牌   |
| 2023年 | 韓國羽毛球大師賽         | 超級300賽  | 女子雙打 | 鄭娜銀       | 冠軍   |
| 2023年 | 中國羽毛球大師賽         | 超級750賽  | 女子雙打 | 鄭娜銀       | 準決賽 |
| 2024年 | 優霸盃                   | 其他       | 女子團體 | －           | 季軍   |
| 2024年 | 北馬里亞納羽毛球公開賽   | 國際挑戰賽 | 女子雙打 | Kim Yu Jung  | 準決賽 |
| 2024年 | 北馬里亞納羽毛球公開賽   | 國際挑戰賽 | 混合雙打 | An Yun Seong | 準決賽 |
| 2024年 | 塞班島羽毛球國際賽       | 國際挑戰賽 | 女子雙打 | Kim Yu Jung  | 亞軍   |
| 2024年 | 韓國羽毛球公開賽         | 超級500賽  | 女子雙打 | 鄭娜銀       | 冠軍   |
| 2024年 | 中國羽毛球公開賽         | 超級1000賽 | 女子雙打 | 鄭娜銀       | 準決賽 |
| 2024年 | 韓國羽毛球大師賽         | 超級300賽  | 女子雙打 | 孔熙容       | 冠軍   |
| 2025年 | 印度羽毛球公開賽         | 超級750賽  | 女子雙打 | 孔熙容       | 亞軍   |
| 2025年 | 印尼羽毛球大師賽         | 超級500賽  | 女子雙打 | 孔熙容       | 冠軍   |
| 2025年 | 奧爾良羽毛球大師賽       | 超級300賽  | 女子雙打 | 孔熙容       | 冠軍   |
| 2025年 | 蘇迪曼盃                 | 其他       | 混合團体 | －           | 亞軍   |
| 2025年 | 新加坡羽毛球公開賽       | 超級750賽  | 女子雙打 | 孔熙容       | 冠軍   |
| 2025年 | 中國羽毛球公開賽         | 超級1000賽 | 女子雙打 | 孔熙容       | 準決賽 |

| 2007-2017年 | 首要超級賽 | 超級賽 | 黃金大獎賽 | 大獎賽 | 國際挑戰賽 | 國際系列賽 | 未來系列賽 | 其他 |

| 2018-2026年 | 總決賽 | 超級1000賽 | 超級750賽 | 超級500賽 | 超級300賽 | 超級100賽 | 國際挑戰賽 | 國際系列賽 | 未來系列賽 | 其他 |

### 世界冠軍頭銜
金慧貞在羽毛球生涯中共奪得1項羽毛球世界冠軍頭銜。
| 賽事   | 奪冠次數 | 年份               |
| ------ | -------- | ------------------ |
| 優霸盃 | 1        | 2022年（女子團體） |
| 總計   | 1        |                    |

### 奧運會和世錦賽參賽紀錄
|          | 搭檔   | 2022 |
| -------- | ------ | ---- |
| 女子雙打 | 鄭娜銀 | 16強 |